# Championnat d'Uruguay féminin de football 2024
Navigation
Édition précédente Édition suivante
La saison 2024 du championnat d'Uruguay féminin de football est la vingt-huitième saison du championnat. Le CA Peñarol remet son titre en jeu.

## Compétition
Le championnat se dispute en deux phases avec un premier tournoi où les équipes s'affrontent une fois, ensuite le championnat est scindé en deux.
Les six premiers jouent pour le championnat, l'équipe qui termine à la première place est sacrée championne d'Uruguay et se qualifie pour la Copa Libertadores 2025.
Les six derniers du premier tour jouent pour la relégation, en fin de saison les trois derniers sont relégués.
Après une seule relégation la dernière saison et avec l'arrivée de deux promus le championnat passe à 12 participants.

### Première phase
| Rang | Équipe                 | Pts | J  | G  | N | P | Bp | Bc | Diff |
| ---- | ---------------------- | --- | -- | -- | - | - | -- | -- | ---- |
| 1    | PeñarolT               | 31  | 11 | 10 | 1 | 0 | 62 | 3  | +59  |
| 2    | Nacional               | 26  | 11 | 8  | 2 | 1 | 49 | 3  | +46  |
| 3    | Defensor Sporting      | 21  | 11 | 6  | 3 | 2 | 35 | 12 | +23  |
| 4    | Montevideo City Torque | 21  | 11 | 6  | 3 | 2 | 26 | 17 | +9   |
| 5    | Liverpool              | 19  | 11 | 6  | 1 | 4 | 19 | 10 | +9   |
| 6    | Montevideo Wanderers   | 18  | 11 | 5  | 3 | 3 | 21 | 14 | +7   |
| 7    | Danubio FC             | 11  | 11 | 3  | 2 | 6 | 10 | 21 | -11  |
| 8    | CA Boston River        | 11  | 11 | 2  | 5 | 4 | 11 | 27 | -16  |
| 9    | San Jacinto Keguay P   | 8   | 11 | 2  | 2 | 7 | 11 | 35 | -24  |
| 10   | Canadian SC P          | 8   | 11 | 2  | 2 | 7 | 17 | 45 | -28  |
| 11   | Fénix                  | 7   | 11 | 2  | 1 | 8 | 14 | 42 | -28  |
| 12   | Racing Club            | 4   | 11 | 1  | 1 | 9 | 9  | 55 | -46  |

- Qualifié pour la poule championnat

### Poule championnat
| Rang | Équipe                 | Pts | J  | G | N | P | Bp | Bc | Diff |
| ---- | ---------------------- | --- | -- | - | - | - | -- | -- | ---- |
| 1    | Nacional               | 26  | 10 | 8 | 2 | 0 | 33 | 3  | +30  |
| 2    | PeñarolT               | 25  | 10 | 8 | 1 | 1 | 33 | 9  | +24  |
| 3    | Defensor Sporting      | 14  | 10 | 4 | 2 | 4 | 16 | 19 | -3   |
| 4    | Montevideo Wanderers   | 10  | 10 | 3 | 1 | 6 | 10 | 30 | -20  |
| 5    | Liverpool              | 7   | 10 | 2 | 1 | 7 | 12 | 25 | -13  |
| 6    | Montevideo City Torque | 4   | 10 | 1 | 1 | 8 | 4  | 22 | -18  |

- Qalifié pour la Copa Libertadores 2025

- Le Club Nacional de Football remporte le championnat et son septième titre de champion d'Uruguay[1].

### Poule relégation
| Rang | Équipe               | Pts | J  | G | N | P | Bp | Bc | Diff |
| ---- | -------------------- | --- | -- | - | - | - | -- | -- | ---- |
| 1    | Fénix                | 25  | 10 | 8 | 1 | 1 | 24 | 6  | +18  |
| 2    | San Jacinto Keguay P | 22  | 10 | 7 | 1 | 2 | 15 | 10 | +5   |
| 3    | Canadian SC P        | 16  | 10 | 5 | 1 | 4 | 13 | 12 | +1   |
| 4    | Racing Club          | 12  | 10 | 3 | 3 | 4 | 12 | 16 | -4   |
| 5    | CA Boston River      | 9   | 10 | 1 | 2 | 7 | 8  | 20 | -12  |
| 6    | Danubio FC           | 5   | 10 | 1 | 2 | 7 | 6  | 14 | -8   |

- Relégation en deuxième division